# Plœuc-sur-Lié

Plœuc-sur-Lié este o comună în departamentul  Côtes-d'Armor, Franța. În 1 ianuarie 2018 avea o populație de 3.328 de locuitori.